# دفنة شامبيونية
دفنة شامبيونية (الاسم العلمي:Daphne championii) هي نوع من النباتات تتبع جنس الدفنة من الفصيلة المثنانية.